# (10266) Vladishukhov
(10266) Vladishukhov (1978 SA7) – planetoida z grupy pasa głównego asteroid okrążająca Słońce w ciągu 4,67 lat w średniej odległości 2,79 j.a. Odkryta 26 września 1978 roku.